# Graveyard Keeper
Graveyard Keeper — компьютерная ролевая игра в жанре симулятора, разработанная российской командой разработчиков Lazy Bear Games и изданная tinyBuild. Выход альфа-версии Graveyard Keeper для Windows состоялся в мае 2018 года. Сама игра вышла 15 августа 2018 года для платформ Windows, macOS и Xbox One. 27 июня 2019 игра вышла на платформе Nintendo Switch.

## Игровой процесс
Graveyard Keeper — ролевая компьютерная игра в жанре симулятора, в которой игрок играет в роли смотрителя кладбища. Персонаж игрока просыпается в средневековье из современного мира, когда его сбил автомобиль во время того, как он неосторожно переходил дорогу.

## Восприятие
| Сводный рейтинг | Сводный рейтинг |
| Агрегатор       | Оценка          |
| --------------- | --------------- |
| Metacritic      | 68/100          |
| OpenCritic      | 65/100          |

Игра получила смешанные отзывы от критиков. На сайте-агрегаторе оценок Metacritic Graveyard Keeper получила 68 баллов из 100 на основе 10 рецензий.
Ямилия Авендано из Twinfinite похвалила графику и дизайн персонажей, а также то, что игровой процесс не ограничивается работой на кладбище. В качестве недостатков игры Ямилия привела бесполезно большую игровую карту, а также быструю смену суток и истощение персонажа.